# Ceratandra bicolor
Ceratandra bicolor är en orkidéart som beskrevs av Otto Wilhelm Sonder och Harry Bolus. Ceratandra bicolor ingår i släktet Ceratandra och familjen orkidéer. Inga underarter finns listade i Catalogue of Life.